# Myriolimon ferulaceum
Myriolimon ferulaceum är en triftväxtart som först beskrevs av Carl von Linné, och fick sitt nu gällande namn av Lledó, Erben och Manuel Benito Crespo. Myriolimon ferulaceum ingår i släktet Myriolimon och familjen triftväxter. Inga underarter finns listade i Catalogue of Life.

## Bildgalleri

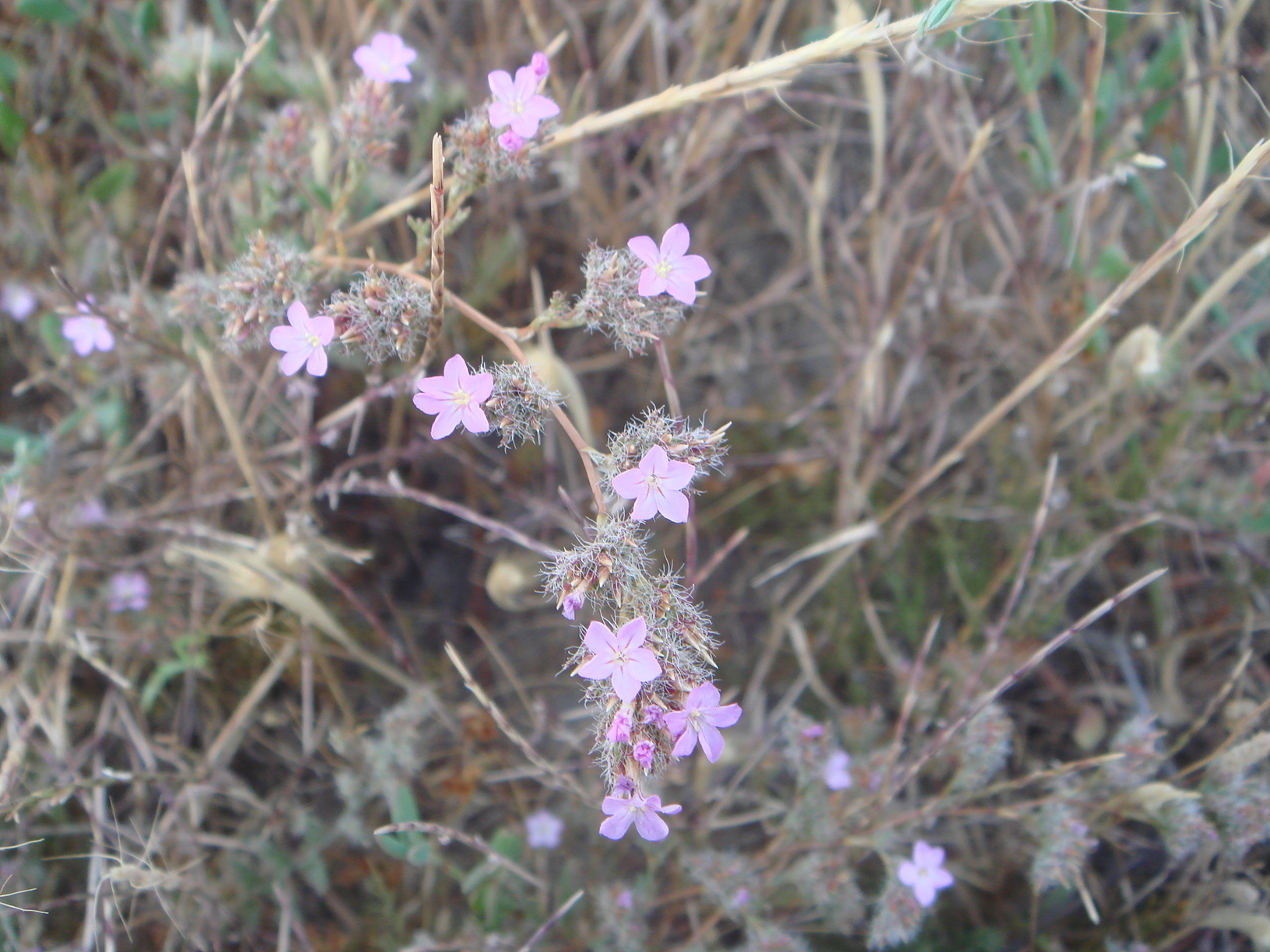